# TEDOM
Tedom est une entreprise tchèque fondée en 1991. Elle fabrique des autobus en Europe.